# Ruandische Patriotische Front
Die Ruandische Patriotische Front (abgekürzt als RPF; auf Kinyarwanda Ishyaka FPR-Inkotanyi, französisch Front patriotique rwandais, abgekürzt FPR) ist die derzeit regierende politische Partei Ruandas.
Sie wird vom Staatspräsidenten Paul Kagame geführt. Sie regiert derzeit in einer Koalition mit anderen Parteien. Die Devise der Partei ist Einheit-Demokratie-Entwicklung (auf Kinyarwanda: Ubumwe-Demokarasi-Amajyambere).

## Geschichte

### Gründung der RPF 1985
Die RPF wurde 1985 in Uganda gegründet. Nachfahren ruandischer Tutsi-Flüchtlinge hatten damals geholfen, die Diktatur des Milton Obote zu beenden.
Einheimische Militärs jedoch behinderten das weitere Fortkommen der Tutsi in der neuen ugandischen Armee. Daraufhin quittierten viele Tutsi ihren Dienst und schlossen sich der RPF an, mit dem Ziel, nun die Hutu-geführte Regierung Ruandas zu stürzen.

### Als militärische Streitkraft 1990–1994
Am 2. Oktober 1990 begann die RPF von ihren Basen im südlichen Uganda eine Invasion. Die Einheiten setzten sich aus Exil-Tutsi aus Uganda, Burundi und Zaire zusammen. Sie wurde dabei von den USA ausgerüstet und unterstützt und konnte auch auf Ressourcen der regulären Armee Ugandas zugreifen. Anfangs war die 5000 Mann starke Truppe gegen die zwar zahlenmäßig überlegene, jedoch schlecht ausgebildete Regierungsarmee FAR sehr erfolgreich. Allerdings wurde der Kommandeur der RPF, Fred Rwigema bereits nach einer Woche von einem Irrläufer getroffen und starb kurz darauf an den Folgen und die Invasionsarmee war kurzzeitig ohne Führung. Am 7. Oktober startete die Regierungsarmee eine Gegenoffensive. Die RPF, lediglich auf einen kurzen Einsatz vorbereitet, fiel immer weiter zurück, als klar wurde, dass sie der schweren Ausrüstung der FAR nichts entgegenzusetzen hatte, welche außerdem von Einheiten der französischen Armee mit Personal und Waffen unterstützt wurde. Major Paul Kagame, der zu diesem Zeitpunkt gerade eine militärische Ausbildung in den USA erhielt, wurde informiert und kehrte unverzüglich zurück, um den Oberbefehl über die RPF zu übernehmen. Am 23. Oktober wurden mit Major Peter Banyingana und Chris Bunyenyezi darüber hinaus zwei weitere Befehlshaber der RPF bei einem Angriff aus dem Hinterhalt getötet.
Am Monatsende war die RPF wieder nach Uganda zurückgedrängt bzw. hatte im Akagera-Nationalpark Schutz gesucht.
Direkt nach seiner Ankunft begann Paul Kagame damit, die Truppen neu zu organisieren, und entschied sich dazu, im Norden des Landes einen Guerillakrieg zu führen. Er führte seine Truppen gänzlich nach Uganda zurück und führte sie dann in die Gegend der waldreichen Virunga-Vulkane. Dort blieb die RPF zwei Monate, ohne jeglichen Feindkontakt. Die Zeit wurde genutzt, um die Armee zu reorganisieren und neue Befehlshaber zu bestimmen. Außerdem wurden neue Leute rekrutiert, sodass die Truppenstärke von 5000 Mann im Frühjahr 1991 auf 12.000 Mann 1992 und letztlich 1994 zur Zeit des Genozids auf 25.000 Mann anwuchs.
Um den Guerillakrieg zu beginnen, plante Kagame einen kühnen Angriff gegen die Stadt Ruhengeri im Norden Ruandas. Er wollte damit sowohl den Norden treffen, der eine Hochburg des Habyarimana-Regimes darstellte, aber auch Unsicherheit in anderen Städten des Landes schüren. Am 23. Januar 1991 nahm die RPF Ruhengeri ein, befreite eine Vielzahl politischer Gefangener und erbeutete eine große Zahl Waffen und Ausrüstung, bevor sie sich am Abend wieder in die Wälder zurückzog.
Nach dieser Aktion zog sich die RPF zurück und begann einen klassischen Guerillakrieg. Nicht sehr intensive, dafür aber zermürbende Kämpfe wurden meist erfolgreich geführt. Während der nächsten Jahre kam es auch immer wieder zu Waffenruhen, jedoch bewirkten diese wenig, sodass letztlich bis zum 13. Juli 1992 gekämpft wurde. An diesem Tag unterzeichneten beide Seiten die Waffenruhe von Arusha. Während der kommenden Monate gingen die Verhandlungen weiter, führten jedoch zu keinem zählbaren Ergebnis, außer dass die Emotionen auf beiden Seiten immer höher kochten. Nachdem es Berichte von Massakern an Tutsis gegeben hatte, begann die RPF am 8. Februar 1993 eine große Offensive.
Diese Offensive überrumpelte die Regierungstruppen völlig, so dass die RPF keine Mühe hatte, in kürzester Zeit die Stadt Ruhengeri einzunehmen, sich dann nach Süden zu wenden und sich in Richtung Hauptstadt zu bewegen. Dies verursachte Panik in Frankreichs Hauptstadt Paris, welche lange Zeit das Habyarimana-Regime unterstützt hatte und nun umgehend einige hundert Mann Verstärkung sowie Munition für die FAR entsandte. Die Ankunft der französischen Truppen in Kigali veränderte die Situation drastisch; aufgrund des Eintretens für die Regierung und des schnellen Auftauchens der Truppen befürchtete man, dass, sollte die RPF die Hauptstadt erreichen, diese gegen Franzosen und Regierungstruppen gleichermaßen würde kämpfen müssen. Am 20. Februar erklärten die Rebellen deshalb einen einseitigen Waffenstillstand.

### Der ruandische Genozid und Bürgerkrieg
Am 6. April 1994 befand sich Präsident Juvénal Habyarimana auf der Rückreise von Dar Es-Salaam, als sein Flugzeug abgeschossen und so alle Insassen ermordet wurden. In dieser Nacht begannen unter anderem die Präsidentengarden damit, oppositionelle Politiker und prominente Tutsi umzubringen. Nach ein paar Tagen wurde klar, dass die gesamte Tutsi-Bevölkerung, sowie auch einige moderate Hutu, Ziel dieser Tötungen waren. Der Völkermord in Ruanda hatte begonnen und sollte drei Monate dauern und hunderttausende von Menschenleben fordern; nach Angaben der RPF mehr als 937.000.

### Die Rolle der RPF seit dem Genozid

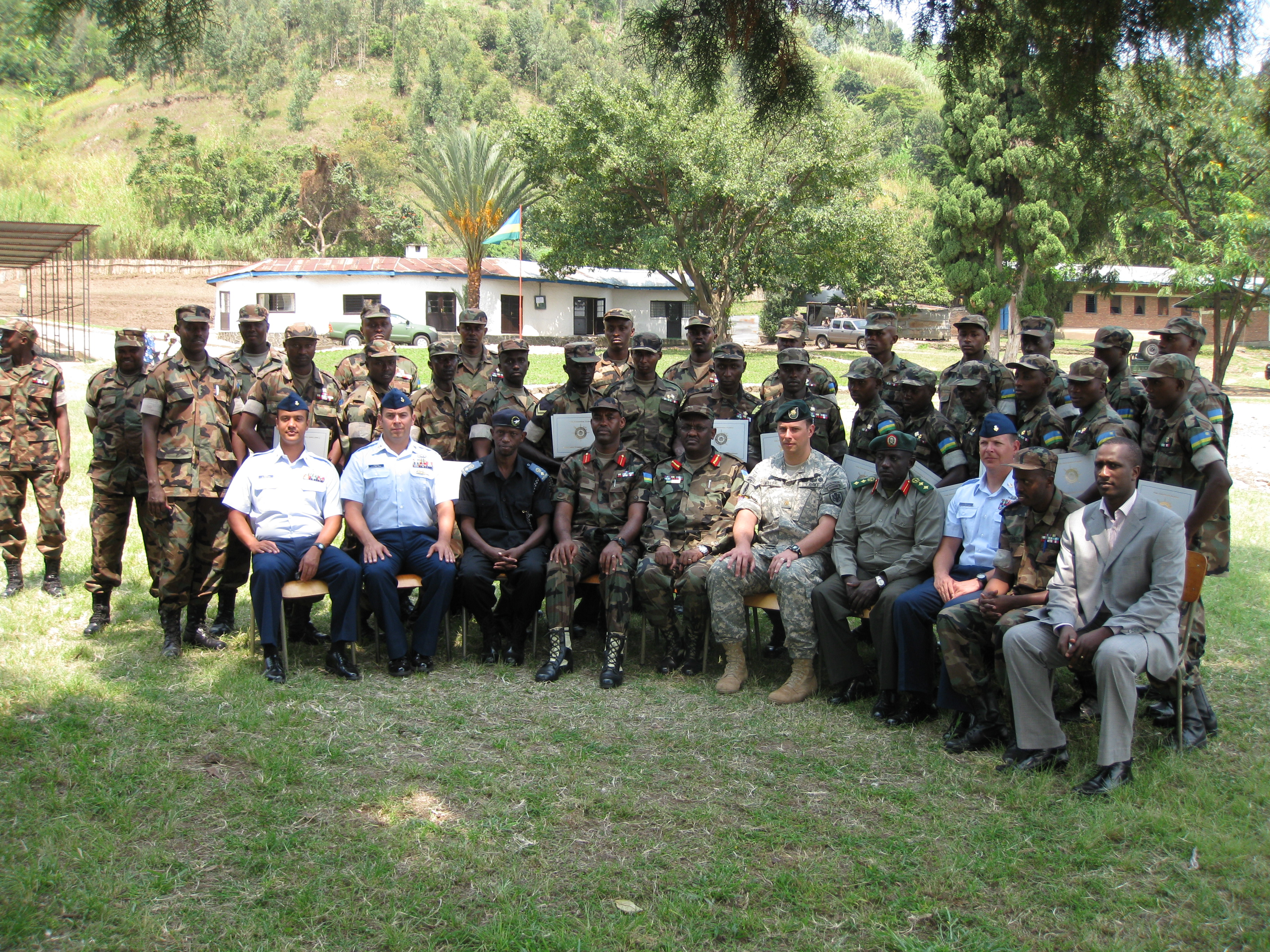
Soldaten der RPF zusammen mit US-Militärausbildern

Die RPF übernahm 1994 die Herrschaft in Ruanda und ging damit siegreich aus dem vierjährigen Bürgerkrieg hervor. Ihr Führer, Paul Kagame, übernahm die Präsidentschaft. Die RPF wurde zur herrschenden Regierungspartei und ihre militärischen Einheiten gingen in die offiziellen Streitkräfte Ruandas über. Bei den letzten Parlamentswahlen 2018 erzielte die RPF 36 von 53 gewählten Mandaten.
Im Jahr 1996 kam es zum Einmarsch Ruandas nach Zaire und den darauf folgenden Kongokriegen.

## Wahlergebnisse
| Jahr | Stimmen   | %       | Sitze    | Anmerkungen                                                                       | Belege               |
| ---- | --------- | ------- | -------- | --------------------------------------------------------------------------------- | -------------------- |
| 2003 | 2.774.661 | 73,78   | 40* / 80 | *Wahlkoalition mit PDC, PDI, UDPR und PSR, die 7 der 40 Sitze erhielten           | [ 4 ] [ 5 ] [ 6 ]    |
| 2008 | 3.655.956 | 78,77   | 42* / 80 | *Wahlkoalition mit PDC, PDI, UDPR, PPC, PSP und PSR, die 6 der 42 Sitze erhielten | [ 7 ] [ 8 ] [ 6 ]    |
| 2013 | unbekannt | 76,20   | 41* / 80 | *Wahlkoalition mit PDC, PPC, PSR und PDI, Anteil ihrer Sitze unbekannt            | [ 9 ]                |
| 2018 | 4.926.366 | 74 %    | 40* / 80 | *Wahlkoalition mit PDC, PPC, PSR und PDI, die 4 der 40 Sitze erhielten            | [ 10 ] [ 11 ] [ 12 ] |
| 2024 | 6.126.433 | 68,83 % | 37* / 80 | *Wahlkoalition mit PDC, PPC, PSP, UDPR und PSR                                    | [ 13 ]               |

| Jahr | Kandidat    | Stimmen   | %     | Position | Belege |
| ---- | ----------- | --------- | ----- | -------- | ------ |
| 2003 | Paul Kagame | 3.544.777 | 95,1  | 1        | [ 6 ]  |
| 2010 | Paul Kagame | 4.638.560 | 93,08 | 1        | [ 6 ]  |
| 2017 | Paul Kagame | 6.675.472 | 98,79 | 1        | [ 14 ] |
| 2024 | Paul Kagame | 8.071.157 | 99,18 | 1        | [ 13 ] |

## Kritik
Während des Bürgerkriegs in Ruanda von 1990 bis 1994 sollen von der Kagame unterstehenden RPF massive Menschenrechtsverletzungen begangen worden sein. So kam es zu Tötungen von Kriegsgefangenen und Massakern an der Zivilbevölkerung. Die RPF soll weiterhin Tötungen ruandischer Tutsi in Kauf genommen und teilweise sogar provoziert haben, um den Druck auf das Regime von Habyarimana zu erhöhen.
In einem 2010 von der UNO veröffentlichten Bericht werden der RPF in der Zeit von 1993 bis 2003 zahlreiche Massaker an der Zivilbevölkerung im Ostkongo sowie Massenvergewaltigungen und die Plünderung von Dörfern vorgeworfen.